# Kévin Boma
Kévin Boma, né le 20 novembre 2002 à Poitiers, est un footballeur international togolais qui évolue au poste de défenseur central au GD Estoril-Praia.

## Biographie

### Débuts et formation
Kévin Boma, né le 20 novembre 2002 à Poitiers, débute le football en France aux côtés de l'ES Trois Cités Poitiers puis le Stade poitevin FC, l'EA Guingamp, le Tours FC. Il s'engage au Angers SCO en 2019.
Il évolue dans un premier temps avec l'équipe réserve du club angevin, en National 2, où il dispute un total de 37 matchs pour 2 buts et 3 passes décisives.
Le 7 mars 2021, Kévin Boma dispute ses premières minutes avec Le SCO lors de la large victoire 5-0 contre le Club franciscain.
Lors de la saison 2021-2022, Kévin participe à la campagne de Youth League des moins de 19 ans d’Angers SCO. Après avoir éliminé FK Csikszereda (victoire 2-0 en Roumanie puis victoire 3-0 à Raymond-Kopa où Kévin inscrivera 1 but) les Angevins se feront sortir au second tour après une séance de tirs au but face aux Néerlandais d’Alkmaar. Kévin sera le capitaine de cette équipe, il effectuera 4 matchs.

### Rodez AF
Le 9 août 2022, Kévin est transférée librement en Ligue 2 à Rodez AF, jusqu'en 2026. Le 30 aout 2022, Boma effectue son premier matchs avec le Rodez AF contre le FC Metz (défaite 4-1). Il marque son premier but le 6 avril 2024, contre l'US Quevilly-Rouen (match nul 3-3). Le 9 avril 2023, Boma se blesse aux adducteurs.

### GD Estoril-Praia
Le 1er juillet 2024, Kévin est transférée pour 250 milles euros en Liga Portugal Betclic à GD Estoril-Praia, jusqu'en 2028. Le 15 septembre 2024, Boma effectue son premier matchs avec les Canarinhos contre le CD Nacional (victoire 1-0).

### Parcours en sélection
Né en France, Boma à aussi la nationalité Togolaise. Il est un ancien international junior de la France et du Togo ayant joué pour la France -18 ans et le Togo -23 ans de 2020 à 2022.
Le 14 mars 2024, il est appelé pour la premières fois avec le Togo par Paulo Duarte pour affronter le Niger et la Libye. Le 4 octobre il est appelé pour la deuxième fois par Daré Nibombé pour la double confrontation contre l'Algérie.